# Artesia Geyser
De Artesia Geyser is een conusgeiser in het Lower Geyser Basin dat onderdeel uitmaakt van het Nationaal Park Yellowstone in de Verenigde Staten. De geiser maakt deel uit van de Black Warrior Group, waar onder andere de Young Hopeful Geyser deel van uitmaken.
De geiser heeft twee conussen. De erupties komen tot een hoogte van 1,5 meter. Gedurende een periode in 1999 bereikten de erupties van een van de conussen een hoogte tot 3,7 meter, terwijl de ander enkel stoom uitblies. Het water in de bron heeft een temperatuur van zo'n 88 graden Celsius.